# Računski model
Za drugo značenje, vidi model računanja
Računski model je matematički model u računskoj znanosti koji zahtijeva opširne računske resurse kako bi proučavao ponašanje složenog sustava računalnom simulacijom. Sustav koji se proučava je često složen nelinearni sustav čija jednostavna, intuitivna analitička rješenja nisu još dostupna. Mjesto izvođenja matematičkih analitičkih rješenja problema, modelom se eksperimentira promjenom parametara sustava u računalu, te se proučavaju razlike u učinku eksperimenta. Teorije djelovanja modela mogu biti izvedene/deducirane iz tih računskih eksperimenata.
Primjeri uobičajenih računskih modela su modeli vremenske prognoze, simulatori Zemlje, modeli simulatora leta, modeli molekularnih uvrtanja bjelančevina te modeli neuralnih mreža.